# المؤتمر الدولي للملاحة الفضائية

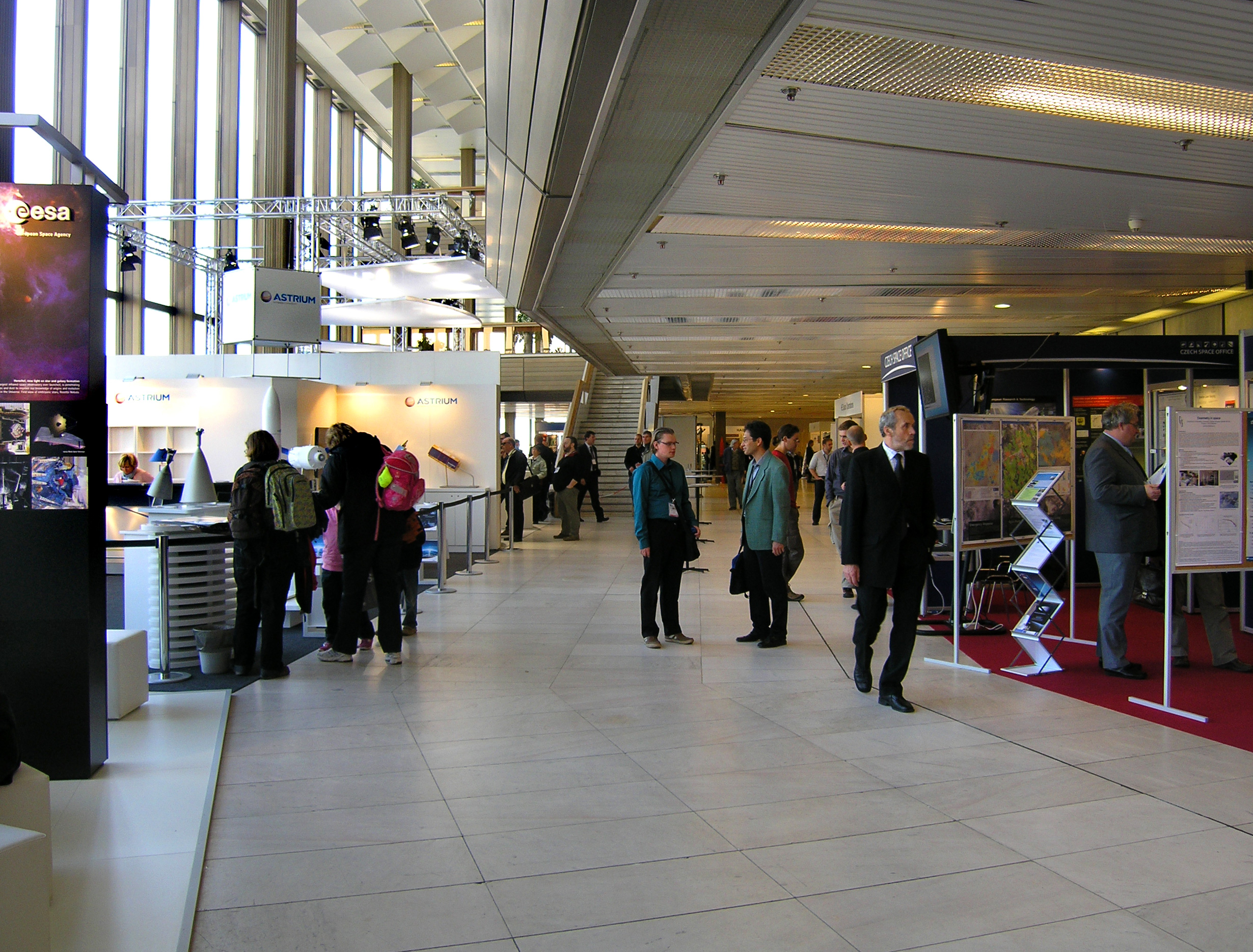
المؤتمر الدولي للملاحة الفضائية الحادي والستون في براغ، جمهورية التشيك (2010).

كل عام، يعقد الاتحاد الدولي للملاحة الفضائية بالتعاون مع الأكاديمية الدولية للملاحة الفضائية والمعهد الدولي لقانون الفضاء، المؤتمر الدولي للملاحة الفضائية (بالإنجليزية:International Astronautical Congress
) ويتم استضافته المؤتمر من قبل أحد أعضاء المجتمع الوطني من الجبهة.
وهو اجتماع سنوي للناشطين في الانضباط من الفضاء، ويعقد عادة في أواخر سبتمبر أو أوائل أكتوبر. ويتألف المؤتمر من الجلسات العامة والمحاضرات والاجتماعات. ويشارك في المجلس الإداري المؤقت من قبل رؤساء الوكالات وكبار المديرين التنفيذيين من وكالات الفضاء في العالم.

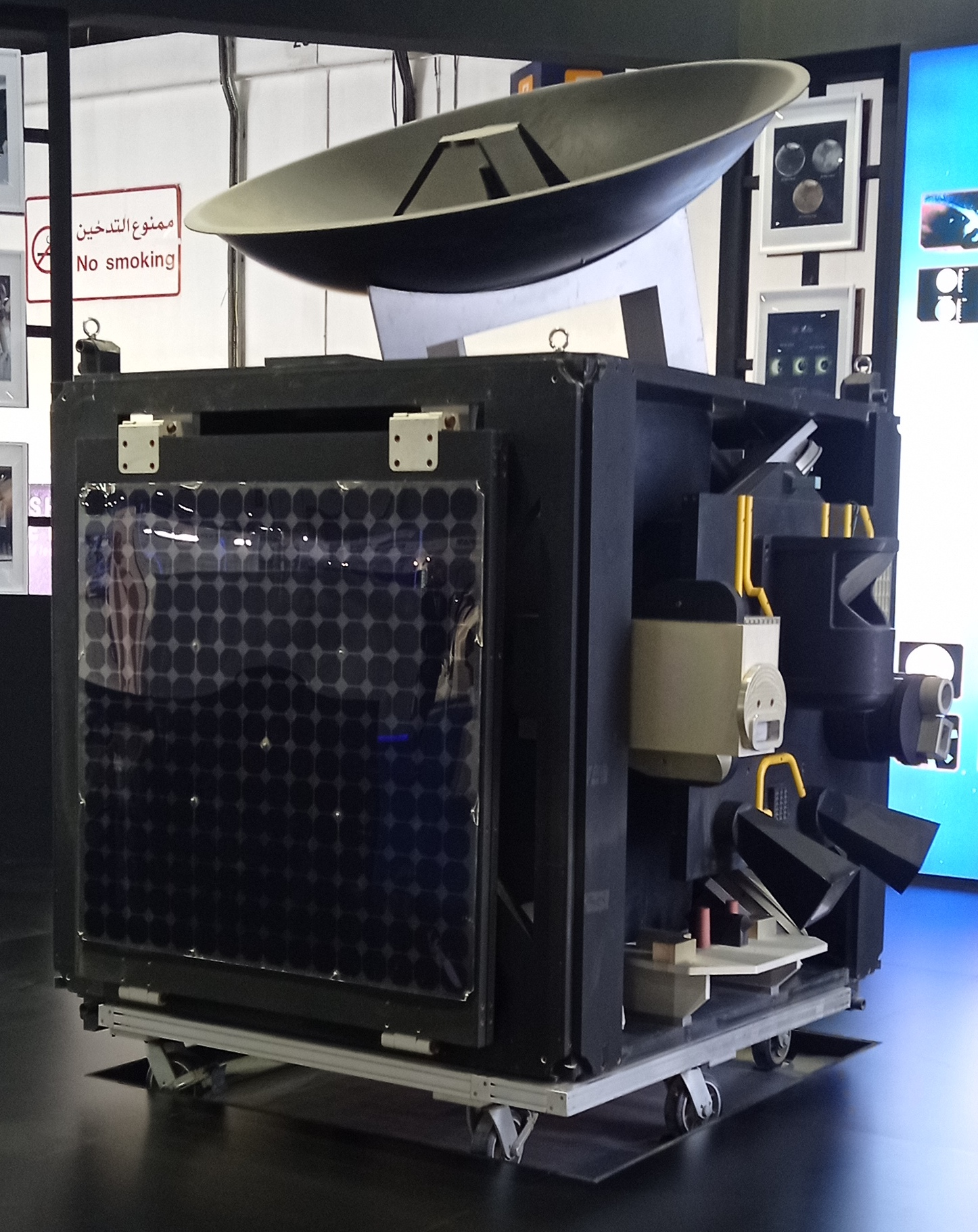
نموذج مجسم لمشروع الإمارات لاستكشاف المريخ معروض في المؤتمر الدولي للملاحة الفضائية 2021 في دبي، الإمارات العربية المتحدة.

## مواقع المؤتمرات الدولية للملاحة الفضائية السابقة والقادمة
المؤتمر الدولي للملاحة الفضائية عادة ما تستغرق خلال النصف الأول من شهر أكتوبر. في عام 2002 و 2012 جنبا إلى جنب في المؤتمر العالمي للفضاء الجمعية العلمية وأبحاث الفضاء. 
- 2021-دبي ،الإمارات العربية المتحدة[1]

- 2018 - بريمن، ألمانيا؛ 69
- 2017 - أديليد في أستراليا؛ 68 (25-29 سبتمبر 2017)[2]
- 2016 - غوادالاخارا، المكسيك، 67 (26-30 سبتمبر 2016) [3]
- 2015 - القدس، إسرائيل. 66 (12-16 أكتوبر 2015)
- 2014 - تورونتو، كندا؛ 65 (29 سبتمبر - 3 أكتوبر، 2014)
- 2013 - بكين، الصين. 64 (23-27 سبتمبر 2013)
- 2012 - نابولي، إيطاليا؛ 63 (01-05 أكتوبر 2012)
- 2011 - كيب تاون، جنوب أفريقيا؛ 62 (03-07 أكتوبر 2011)
- 2010 - براغ، جمهورية التشيك. 61 (27 سبتمبر - 1 أكتوبر 2010)
- 2009 - دايجون، كوريا الجنوبية. 60 (12-16 أكتوبر 2009)
- 2008 - غلاسكو، المملكة المتحدة؛ 59 (29 سبتمبر - 3 أكتوبر، 2008)
- 2007 - حيدر أباد، ولاية اندرا براديش، الهند؛ 58 (24-28 سبتمبر 2007)
- 2006 - فالنسيا، اسبانيا. 57 (02-06 أكتوبر 2006)
- 2005 - فوكوكا، اليابان. 56 (16-21 أكتوبر 2005)
- 2004 - فانكوفر، كندا؛ 55 (4-8 أكتوبر، 2004)
- 2003 - بريمن، ألمانيا؛ 54 (29 سبتمبر - 3 أكتوبر، 2003)
- 2002 - هيوستن، تكساس، الولايات المتحدة الأمريكية. المؤتمر العالمي للفضاء 2 (10-19 أكتوبر 2002)
- 2001 - تولوز، فرنسا. 52 (01-05 أكتوبر 2001)
- 2000 - ريو دي جانيرو، البرازيل. 51 (02-06 أكتوبر 2000)
- 1999 - أمستردام، هولندا. 50 (4-8 أكتوبر، 1999)
- 1998 - ملبورن، أستراليا؛ 49 (28 سبتمبر - 2 أكتوبر، 1998)
- 1997 - تورينو، إيطاليا. 48 (06-10 أكتوبر 1997)
- 1996 - بكين، الصين. 47 (07-11 أكتوبر 1996)
- 1995 - أوسلو، النرويج. 46 (02-06 أكتوبر 1995)
- 1994 - القدس، إسرائيل. 45 (09-14 أكتوبر 1994)
- 1993 - غراتس، النمسا؛ 44 (16-22 أكتوبر 1993)
- 1992 - واشنطن العاصمة، الولايات المتحدة الأمريكية؛ 43 (28 أغسطس - 5 سبتمبر، 1992)
- 1991 - مونتريال، كندا. 42 (05-11 أكتوبر 1991)
- 1990 - دريسدن، ألمانيا؛ 41 (06-12 أكتوبر 1990)
- 1989 - مالقة، إسبانيا. 40 (07-13 أكتوبر 1989)
- 1988 - بنغالور، الهند؛ 39 (08-15 أكتوبر 1988)
- 1987 - برايتون، المملكة المتحدة؛ 38 (10-17 أكتوبر 1987)
- 1986 - إنسبروك، النمسا. 37 (04-11 أكتوبر 1986)
- 1985 - ستوكهولم، السويد. 36 (07-12 أكتوبر 1985)
- 1984 - لوزان، سويسرا. 35 (08-13 أكتوبر 1984)
- 1983 - بودابست، هنغاريا. 34 (10-15 أكتوبر 1983)
- 1982 - باريس، فرنسا. 33 (27 سبتمبر - 2 أكتوبر، 1982)
- 1981 - روما، إيطاليا؛ 32 (06-12 سبتمبر 1981)
- 1980 - طوكيو، اليابان. 31
- 1979 - ميونيخ، ألمانيا؛ 30
- 1978 - دوبروفنيك، يوغوسلافيا؛ 29
- 1977 - براغ، تشيكوسلوفاكيا، 28
- 1976 - أنهايم، كاليفورنيا، الولايات المتحدة الأمريكية؛ 27 (10-16 أكتوبر 1976)
- 1975 - لشبونة، البرتغال، 26
- 1974 - أمستردام، هولندا. 25 (30 سبتمبر - 5 أكتوبر لسنة 1974)
- 1973 - باكو، اتحاد الجمهوريات الاشتراكية السوفياتية. 24
- 1972 - فيينا، النمسا. 23 (08-15 أكتوبر 1972)
- 1971 - بروكسل، بلجيكا. 22 (20-25 سبتمبر 1971)
- 1970 - كونستانس، ألمانيا؛ 21
- 1969 - مار ديل بلاتا، الأرجنتين، 20
- 1968 - نيويورك، الولايات المتحدة الأمريكية؛ 19
- 1967 - بلغراد، يوغوسلافيا؛ 18
- 1966 - مدريد، اسبانيا. 17
- 1965 - أثينا، اليونان؛ 16 (13-18 سبتمبر 1965)
- 1964 - وارسو، بولندا؛ 15 (07-12 سبتمبر 1964)
- 1963 - باريس، فرنسا. 14 (25 سبتمبر - 1 أكتوبر، 1964)
- 1962 - فارنا، بلغاريا، 13TH
- 1961 - واشنطن العاصمة، الولايات المتحدة الأمريكية؛ 12TH
- 1960 - ستوكهولم، السويد. ال11
- 1959 - لندن، المملكة المتحدة؛ 10
- 1958 - أمستردام، هولندا. 9
- 1957 - برشلونة، اسبانيا. 8TH
- 1956 - روما، إيطاليا؛ 7TH
- 1955 - كوبنهاغن، الدنمارك، 6
- 1954 - إنسبروك، النمسا. 5 (02-07 أغسطس 1954)
- 1953 - زيوريخ، سويسرا. 4 (03-08 أغسطس 1953)
- 1952 - شتوتغارت، ألمانيا؛ 3 (1 سبتمبر - [؟؟؟]، 1952)
- 1951 - لندن، المملكة المتحدة؛ 2 (3-08 سبتمبر 1951)
- 1950 - باريس، فرنسا. 1 (30 سبتمبر - 2 أكتوبر، 1950)

## روابط خارجية
- المؤتمر الدولي للملاحة الفضائية
- المؤتمر الدولي للملاحة الفضائية 2012
- المؤتمر الدولي للملاحة الفضائية 2013
- المؤتمر الدولي للملاحة الفضائية 2013
- المؤتمر الدولي للملاحة الفضائية 2014
- المؤتمر الدولي للملاحة الفضائية 2015